# Gullegem Koerse 2017
De 69e editie van de Belgische wielerwedstrijd Gullegem Koerse werd verreden op 30 mei 2017. De start en finish vonden plaats in Gullegem. De winnaar was Yves Lampaert, gevolgd door Julien Vermote en Tim Declercq.

## Uitslag
| Gullegem Koerse 2017 |                  |                                |          |
| Plaats               | Naam             | Ploeg                          | Tijd     |
| Winnaar              | Yves Lampaert    | Quick Step                     | 3u42'42" |
| 2                    | Julien Vermote   | Quick Step                     | z.t.     |
| 3                    | Tim Declercq     | Quick Step                     | 53"      |
| 4                    | Benjamin Verraes | VDM Van Durme Michiels-Trawobo | 1'37"    |
| 5                    | Lawrence Naesen  | WB Veranclassic Aquaprotect    | z.t.     |
| 6                    | Ylber Sefa       | ASFRA Racing Team              | 1'40"    |
| 7                    | Loïc Vliegen     | BMC Racing Team                | 1'46"    |
| 8                    | Kenny Dehaes     | Wanty-Groupe Gobert            | 1'50"    |
| 9                    | Jens Debusschere | Lotto-Soudal                   | 1'59"    |
| 10                   | Mark Macnally    | Wanty-Groupe Gobert            | z.t.     |

1942 · 1943 · 1944 · 1945 · 1946 · 1947 · 1948 · 1949 · 1950 · 1951 · 1952 · 1953 · 1954 · 1955 · 1956 · 1957 · 1958 · 1959 · 1960 · 1961 · 1962 · 1963 · 1964 · 1965 · 1966 · 1967 · 1968 · 1969 · 1970 · 1971 · 1972 · 1973 · 1974 · 1975 · 1976 · 1977 · 1978 · 1979 · 1980 · 1981 · 1982 · 1983 · 1984 · 1985 · 1986 · 1987 · 1988 · 1989 · 1990 · 1991 · 1992 · 1993 · 1994 · 1995 · 1996 · 1997 · 1998 · 1999 · 2000 · 2001 · 2002 · 2003 · 2004 · 2005 · 2006 · 2007 · 2008 · 2009 · 2010 · 2011 · 2012 · 2013 · 2014 · 2015 · 2016 · 2017 · 2018 · 2019 · 2020 · 2021 · 2022 · 2023 · 2024